# ¿Qué apostamos?
¿Qué apostamos? fue un programa de televisión español de entretenimiento dirigido y realizado por Francesco Boserman, basado en el programa alemán Wetten, dass..?. Fue emitido por La 1 de Televisión Española durante siete temporadas, entre 1993 y 2000, y por varios canales de la FORTA durante una temporada en 2008. En el programa, los concursantes realizaban pruebas o retos inusuales y difíciles, mientras varios invitados famosos apostaban sobre el resultado.

## Emisión

### Etapa TVE (1993-2000)
El programa se emitió por La 1 de TVE durante siete temporadas, entre el 4 de mayo de 1993 y el 30 de junio de 2000, en directo y en horario central. Fue presentado por Ramón García, acompañado de Ana Obregón (temporadas 1-5), Antonia Dell’Atte (temporada 6) y Raquel Navamuel y Mónica Martínez (temporada 7). Contaba además con una orquesta dirigida por Eduardo Leiva, quien también desempeñaba labores de presentación.
En cada programa participaban cuatro apostantes o grupos de ellos, personas corrientes que decían ser capaces de realizar una prueba o reto inusual y normalmente muy difícil; y cuatro invitados famosos que, partiendo de una cantidad inicial de cuatro millones de pesetas (unos 24.000 euros), debían apostar entre 100.000 y 500.000 pesetas a favor o en contra del apostante. Si acertaban en su pronóstico, sumaban la cantidad apostada a su marcador, y si no, la perdían. El famoso que acumulaba más dinero al final era el ganador, y la cifra obtenida se repartía de la siguiente forma entre los cuatro apostantes:
- 50% para el primer clasificado.
- 25% para el segundo clasificado.
- 15% para el tercer clasificado.
- 10% para el cuarto clasificado.

Los cuatro apostantes eran clasificados mediante el televoto del público, que con su voto decidía la apuesta que más le hubiera gustado. No era estrictamente necesario superar la apuesta para obtener una buena clasificación, aunque el no hacerlo normalmente penalizaba en la opinión del público.
En cada programa, uno de los invitados era una celebridad internacional de primer nivel. Algunos de ellos fueron: Sophia Loren, Gina Lollobrigida, Catherine Deneuve, Mia Farrow, Cher, Alain Delon, Marcello Mastroianni, Ursula Andress, Gérard Depardieu, Christopher Reeve, Naomi Campbell, Claudia Schiffer, Joan Collins, Tippi Hedren, Jeremy Irons, Roger Moore y Jean-Claude Van Damme.
Al principio de cada programa se realizaba la apuesta del público. Un miembro del público asistente proponía un reto al programa, que consistía en reunir a una cantidad de personas con un objeto o una característica común (por ejemplo, 100 personas con gorros de Papá Noel, o 100 personas tocando el acordeón), y debía cumplirse antes del final del mismo. Después se pasaba a las apuestas propiamente dichas. Ramón García era el encargado de presentar al apostante o apostantes y explicar cuáles eran los retos a superar. Una vez explicada cada apuesta, Ana Obregón hablaba con los invitados, que realizaban sus apuestas a favor o en contra. Además, entre apuesta y apuesta, los invitados realizaban juegos sencillos entre ellos o con los espectadores en sus casas, que les daban la posibilidad de sumar más dinero. En las primeras temporadas no había juegos entre invitados y la cantidad inicial era algo menor, pero en cada apuesta uno de los invitados tenía la opción de duplicar su ganancia (o su pérdida si no acertaba). En etapas posteriores, el famoso debía proponer una pequeña «penitencia» que debería cumplir si fallaba en su pronóstico (esto se mantuvo en la edición de 2008, pero en esa ocasión, los famosos se jugaban partes del cuerpo).
Tres de las apuestas se realizaban en el estudio y una cuarta fuera del mismo (normalmente la tercera en el orden del programa), la llamada «apuesta de exteriores». Las pruebas solían ser insólitas y sorprendentes, abarcando desde una gran habilidad, precisión o fuerza extrema a grandes capacidades de memorización o de cálculo numérico, a menudo a contrarreloj. Durante todas las ediciones se realizaron más de 200 apuestas diferentes. Algunas de las más impactantes fueron:
- Adivinar una canción observando los movimientos que el sonido provocaba en una vela encendida.
- Colocar un camión de bomberos sobre cuatro vasos de cristal.
- Identificar un juego de mesa agitando la caja del juego envuelta.
- Adivinar el producto de un supermercado mirando el código de barras.
- Reconocer, a partir de la posición de una partida de ajedrez, a los jugadores que la disputaron, el torneo, el año y la apertura realizada.
- Completar las 64 casillas de un tablero de ajedrez con el movimiento del caballo sin mirar el tablero y sin repetir casilla.
- Adivinar la marca comercial de un piano escuchando solo una nota.
- Reconocer cualquier calle de Madrid observando una foto del asfalto.
- Reconocer una canción de rock escuchando solo 0,25 segundos del inicio.
- Reconocer cualquier película de Cantinflas viendo dos segundos al azar de la película.
- Reconocer la marca de una máquina de escribir escuchando solo el sonido de las teclas.
- Reconocer cualquier novela de Stephen King escuchando un máximo de tres párrafos al azar de la novela.
- Reconocer cualquier canción interpretada en el Festival de la Canción de Eurovisión con solo una frase leída en su idioma original.
- Subir hasta lo alto de uno de los Pilones de Cádiz por la escalera y llegar antes que el ascensor.
- Colocar una bombilla en su soporte con la pala de una excavadora.
- Adivinar la página en que está una determinada palabra en el Diccionario de la Real Academia Española.
- Memorizar 100 bombillas encendidas y apagadas.
- Meter 20 personas en un SEAT 600.
- Hinchar un globo con los ojos.

Al final del programa, una vez elegido el ganador y repartido el dinero entre los apostantes, se revelaba si la apuesta del público había sido superada o no. Si se conseguía, el apostante debía darse una ducha en directo. Si no, era uno de los presentadores o de los invitados el que recibía el castigo. Esta era una de las partes más populares del programa y en ocasiones la decisión se alargaba durante varios minutos, ya que ninguno de los presentadores o invitados quería pasar por la ducha.
A partir de la tercera temporada, la comisión del programa ofrecía «sorpresas» en lugar de la ducha, que normalmente eran peores que la propia ducha. En la cuarta temporada se introdujo una segunda ducha, de forma que era la audiencia, mediante televoto en directo, la que elegía quien recibía el castigo de entre las dos opciones propuestas. En la quinta temporada, el invitado que hubiera conseguido menos dinero también se podía someter a la ducha, algo que era elegido al azar por un rodillo insertado en un robot.
Debido a que algunas apuestas requerían mucho espacio, se construyó una gran carpa en los estudios de Prado del Rey con todo lo necesario para la producción del programa. Esta carpa funcionó como plató del programa durante las tres primeras temporadas. A partir de la cuarta temporada, el programa pasó a realizarse en el estudio 3 de los estudios Buñuel, el más grande de TVE y uno de los más grandes de Europa en aquel momento, pero de menor tamaño que la carpa.

### Etapa FORTA (2008)
FORTA, en su estrategia de recuperar antiguos programas que fueron líderes de audiencia y ofrecerlos a las nuevas generaciones, empezó a emitir de nuevo este programa en 2008, en una nueva etapa presentada esta vez por Carlos Lozano y Rocío Madrid. Las cadenas de televisión autonómicas que lo retransmitieron fueron Telemadrid, Canal Sur, Canal Nou, 7 Televisión Región de Murcia, Canal Extremadura, Castilla-La Mancha TV y Aragón Televisión. Fue un programa más modesto y con un presupuesto mucho menor, era grabado previamente en lugar de emitirse en directo y se realizaba en un estudio más pequeño. No tuvo apuestas en exteriores y tampoco contó con invitados extranjeros. Fue cancelado tras solo 13 emisiones, debido a su baja audiencia y los altos costes de producción.

## Temporadas
| Temporada | Temporada | Programas | Estreno                  | Final                | Cadena |
| --------- | --------- | --------- | ------------------------ | -------------------- | ------ |
|           | 1         | 14        | 4 de mayo de 1993        | 3 de agosto de 1993  | La 1   |
|           | 2         | 14        | 21 de abril de 1994      | 22 de julio de 1994  | La 1   |
|           | 3         | 14        | 20 de enero de 1995      | 5 de mayo de 1995    | La 1   |
|           | 4         | 15        | 20 de septiembre de 1996 | 3 de enero de 1997   | La 1   |
|           | 5         | 13        | 10 de octubre de 1997    | 2 de enero de 1998   | La 1   |
|           | 6         | 14        | 9 de octubre de 1998     | 8 de enero de 1999   | La 1   |
|           | 7         | 13        | 31 de marzo de 2000      | 30 de junio de 2000  | La 1   |
|           | 8         | 13        | enero-agosto de 2008     | abril-agosto de 2008 | FORTA  |

1. ↑  La 7 (31 de enero de 2008), CMM TV (1 de febrero de 2008), Telemadrid (2 de febrero de 2008), Canal Nou (4 de febrero de 2008), Aragón TV (8 de febrero de 2008) y Canal Sur (8 de marzo de 2008).
2. ↑  La 7 (24 de abril de 2008), CMM TV (4 de mayo de 2008), Telemadrid (8 de marzo de 2008), Canal Nou (19 de mayo de 2008), Aragón TV (11 de mayo de 2008) y Canal Sur (8 de agosto de 2008).

## Presentadores
| Presentadores     | Temporadas   | Temporadas | Temporadas | Temporadas | Temporadas | Temporadas | Temporadas | Temporadas | Total programas |  |              |
| Presentadores     | 1            | 2          | 3          | 4          | 5          | 6          | 7          | 8          | Total programas |  |              |
| ----------------- | ------------ | ---------- | ---------- | ---------- | ---------- | ---------- | ---------- | ---------- | --------------- |  | ------------ |
| Presentadores     | Ramón García |            |            |            |            |            |            |            | Total programas |  | 97 programas |
| Ana Obregón       |              |            |            |            |            |            |            |            | 70 programas    |  |              |
| Concha Galán      |              |            |            |            |            |            |            |            | 1 programa      |  |              |
| Antonia Dell’Atte |              |            |            |            |            |            |            |            | 14 programas    |  |              |
| Raquel Navamuel   |              |            |            |            |            |            |            |            | 13 programas    |  |              |
| Mónica Martínez   |              |            |            |            |            |            |            |            | 13 programas    |  |              |
| Carlos Lozano     |              |            |            |            |            |            |            |            | 13 programas    |  |              |
| Rocío Madrid      |              |            |            |            |            |            |            |            | 13 programas    |  |              |

     Presentadora suplente

## Invitados

### 1.ª temporada
| Programa | Fecha de emisión | Invitado/a            | Profesión                                                  |
| -------- | ---------------- | --------------------- | ---------------------------------------------------------- |
| 1        | 04/05/1993       | Joaquín Prat          | Presentador y locutor                                      |
| 1        | 04/05/1993       | Cristina Piaget       | Actriz y modelo                                            |
| 1        | 04/05/1993       | David Summers         | Cantante y compositor                                      |
| 1        | 04/05/1993       | Fabio Testi           | Actor                                                      |
| 2        | 11/05/1993       | Raffaella Carrà       | Cantante y presentadora                                    |
| 2        | 11/05/1993       | Harry Hamlin          | Actor                                                      |
| 2        | 11/05/1993       | Constantino Romero    | Actor y presentador                                        |
| 2        | 11/05/1993       | Jorge Sanz            | Actor                                                      |
| 3        | 18/05/1993       | Paco Aguilar          | Cantante y humorista                                       |
| 3        | 18/05/1993       | Norma Duval           | Actriz                                                     |
| 3        | 18/05/1993       | Brigitte Nielsen      | Cantante, modelo y actriz                                  |
| 3        | 18/05/1993       | Cristina del Valle    | Cantantes, integrantes de Amistades Peligrosas             |
| 3        | 18/05/1993       | Alberto Comesaña      | Cantantes, integrantes de Amistades Peligrosas             |
| 4        | 25/05/1993       | Coral Bistuer         | Taekwondista                                               |
| 4        | 25/05/1993       | Mª Teresa Campos      | Locutora y presentadora                                    |
| 4        | 25/05/1993       | Enrique Ponce         | Torero                                                     |
| 4        | 25/05/1993       | David Soul            | Actor                                                      |
| 5        | 01/06/1993       | Úrsula Andress        | Actriz                                                     |
| 5        | 01/06/1993       | José Biriukov         | Baloncestista                                              |
| 5        | 01/06/1993       | Elisa Matilla         | Actriz                                                     |
| 5        | 01/06/1993       | Raúl Sender           | Actor                                                      |
| 6        | 08/06/1993       | Marisol Galdón        | Escritora y presentadora                                   |
| 6        | 08/06/1993       | Gina Lollobrigida     | Actriz y política                                          |
| 6        | 08/06/1993       | Concha Velasco        | Actriz y presentadora                                      |
| 6        | 08/06/1993       | Pedro Reyes           | Actor y humorista                                          |
| 7        | 15/06/1993       | Zsa Zsa Gabor         | Actriz                                                     |
| 7        | 15/06/1993       | Silvia Marsó          | Actriz                                                     |
| 7        | 15/06/1993       | Carlos Sainz          | Piloto                                                     |
| 7        | 15/06/1993       | Marianico el Corto    | Humorista                                                  |
| 8        | 22/06/1993       | Loles León            | Actriz                                                     |
| 8        | 22/06/1993       | Estefanía Luyk        | Modelo                                                     |
| 8        | 22/06/1993       | Rappel                | Vidente                                                    |
| 8        | 22/06/1993       | Christopher Reeve     | Actor                                                      |
| 9        | 29/06/1993       | Julio Aparicio        | Torero                                                     |
| 9        | 29/06/1993       | Bo Derek              | Actriz                                                     |
| 9        | 29/06/1993       | Ricardo Fernández Deu | Abogado y periodista                                       |
| 9        | 29/06/1993       | Lola Herrera          | Actriz                                                     |
| 10       | 06/07/1993       | Paco Clavel           | Cantante                                                   |
| 10       | 06/07/1993       | Alain Delon           | Actor                                                      |
| 10       | 06/07/1993       | Ángela Molina         | Actriz                                                     |
| 10       | 06/07/1993       | Maribel Verdú         | Actriz                                                     |
| 11       | 13/07/1993       | Miriam Díaz Aroca     | Actriz y presentadora                                      |
| 11       | 13/07/1993       | Fernando Guillén      | Actor                                                      |
| 11       | 13/07/1993       | Fedra Lorente         | Actriz                                                     |
| 11       | 13/07/1993       | John Wesley Shipp     | Actor                                                      |
| 12       | 20/07/1993       | Bárbara Carrera       | Actriz                                                     |
| 12       | 20/07/1993       | Anthony Delon         | Actor                                                      |
| 12       | 20/07/1993       | Guillermo Montesinos  | Actor                                                      |
| 12       | 20/07/1993       | Jacqueline de la Vega | Modelo                                                     |
| 13       | 27/07/1993       | Paco Arango           | Cantante y filántropo                                      |
| 13       | 27/07/1993       | Paco Calonge          | Humorista                                                  |
| 13       | 27/07/1993       | Naomi Campbell        | Modelo                                                     |
| 13       | 27/07/1993       | Fernanda Hurtado      | Actrices y humoristas, integrantes de las Hermanas Hurtado |
| 13       | 27/07/1993       | Paloma Hurtado        | Actrices y humoristas, integrantes de las Hermanas Hurtado |
| 13       | 27/07/1993       | Teresa Hurtado        | Actrices y humoristas, integrantes de las Hermanas Hurtado |

### 2.ª temporada
| Programa | Fecha de emisión | Invitado/a            | Profesión                                          | Profesión                                          |
| -------- | ---------------- | --------------------- | -------------------------------------------------- | -------------------------------------------------- |
| 1        | 21/04/1994       | Anabel Alonso         | Actriz y humorista                                 | Actriz y humorista                                 |
| 1        | 21/04/1994       | Alain Delon           | Actor                                              | Actor                                              |
| 1        | 21/04/1994       | Paloma Lago           | Modelo y presentadora                              | Modelo y presentadora                              |
| 1        | 21/04/1994       | Joaquín Prat          | Presentador y locutor                              | Presentador y locutor                              |
| 2        | 28/04/1994       | Jesús Álvarez         | Periodista y presentador                           | Periodista y presentador                           |
| 2        | 28/04/1994       | Joan Chen             | Actriz                                             | Actriz                                             |
| 2        | 28/04/1994       | Antonio Díaz-Miguel   | Baloncestistas                                     | Baloncestistas                                     |
| 2        | 28/04/1994       | Rosa María Sardà      | Actriz y humorista                                 | Actriz y humorista                                 |
| 3        | 05/05/1994       | Norma Duval           | Actriz                                             | Actriz                                             |
| 3        | 05/05/1994       | Ben Gazzara           | Actor                                              | Actor                                              |
| 3        | 05/05/1994       | Laura del Sol         | Actriz                                             | Actriz                                             |
| 3        | 05/05/1994       | Jesulín de Ubrique    | Torero                                             | Torero                                             |
| 4        | 12/05/1994       | Andrés Aberasturi     | Periodista                                         | Periodista                                         |
| 4        | 12/05/1994       | Richard Moll          | Actor                                              | Actor                                              |
| 4        | 12/05/1994       | Loles León            | Actriz                                             | Actriz                                             |
| 4        | 12/05/1994       | Jacqueline de la Vega | Modelo                                             | Modelo                                             |
| 5        | 20/05/1994       | Julio Aparicio        | Torero                                             | Torero                                             |
| 5        | 20/05/1994       | Miriam Díaz Aroca     | Actriz y presentadora                              | Actriz y presentadora                              |
| 5        | 20/05/1994       | Margaux Hemingway     | Actriz                                             | Actriz                                             |
| 5        | 20/05/1994       | Constantino Romero    | Actor y presentador                                | Actor y presentador                                |
| 6        | 26/05/1994       | Coral Bistuer         | Taekwondista                                       | Taekwondista                                       |
| 6        | 26/05/1994       | Franco Nero           | Actor                                              | Actor                                              |
| 6        | 26/05/1994       | Diana Peñalver        | Actriz                                             | Actriz                                             |
| 6        | 26/05/1994       | Fernando Romay        | Baloncestista                                      | Baloncestista                                      |
| 7        | 02/06/1994       | Esther Arroyo         | Actriz y modelo                                    | Actriz y modelo                                    |
| 7        | 02/06/1994       | Joaquín Cortés        | Bailarín                                           | Bailarín                                           |
| 7        | 02/06/1994       | Estelle Getty         | Actriz                                             | Actriz                                             |
| 7        | 02/06/1994       | Marianico el Corto    | Humorista                                          | Humorista                                          |
| 8        | 09/06/1994       | Paco Buyo             | Futbolista                                         | Futbolista                                         |
| 8        | 09/06/1994       | Francesca Dellera     | Actriz                                             | Actriz                                             |
| 8        | 09/06/1994       | Marisol Galdón        | Escritora y presentadora                           | Escritora y presentadora                           |
| 8        | 09/06/1994       | Jorge Schubert        | Actor                                              | Actor                                              |
| 9        | 16/06/1994       | Sergio Dalma          | Cantante                                           | Cantante                                           |
| 9        | 16/06/1994       | Roger Moore           | Actor                                              | Actor                                              |
| 9        | 16/06/1994       | Elisenda Roca         | Periodista y presentadora                          | Periodista y presentadora                          |
| 9        | 16/06/1994       | Marta Sánchez         | Cantante                                           | Cantante                                           |
| 10       | 24/06/1994       | Miliki                | Payaso y músico                                    | Presentadores de El Gran Circo de TVE              |
| 10       | 24/06/1994       | Rita Irasema          | Presentadora y cantante                            | Presentadores de El Gran Circo de TVE              |
| 10       | 24/06/1994       | Amparo Moreno         | Actriz                                             | Actriz                                             |
| 10       | 24/06/1994       | Alfonso Pérez         | Futbolista                                         | Futbolista                                         |
| 10       | 24/06/1994       | Steffania Sandrelli   | Actriz                                             | Actriz                                             |
| 11       | 01/07/1994       | Joan Collins          | Actriz                                             | Actriz                                             |
| 11       | 01/07/1994       | José Antonio Páramo   | Director y guionista                               | Director y guionista                               |
| 11       | 01/07/1994       | Pepe Rubio            | Actor                                              | Actor                                              |
| 11       | 01/07/1994       | Maribel Verdú         | Actriz                                             | Actriz                                             |
| 12       | 08/07/1994       | Verónica Castro       | Actriz y cantante                                  | Actriz y cantante                                  |
| 12       | 08/07/1994       | James Coburn          | Actor                                              | Actor                                              |
| 12       | 08/07/1994       | María del Monte       | Cantante y presentadora                            | Cantante y presentadora                            |
| 12       | 08/07/1994       | Raúl Sender           | Actor                                              | Actor                                              |
| 13       | 15/07/1994       | Mar Flores            | Modelo y presentadora                              | Modelo y presentadora                              |
| 13       | 15/07/1994       | Ángeles Martín        | Actriz y presentadora                              | Actriz y presentadora                              |
| 13       | 15/07/1994       | Elena Martín          | Actrices y humoristas, integrantes de las Virtudes | Actrices y humoristas, integrantes de las Virtudes |
| 13       | 15/07/1994       | Soledad Mallol        | Actrices y humoristas, integrantes de las Virtudes | Actrices y humoristas, integrantes de las Virtudes |
| 13       | 15/07/1994       | Ornella Muti          | Actriz                                             | Actriz                                             |
| 13       | 15/07/1994       | El Mago Monty         | Mago y humorista                                   | Mago y humorista                                   |
| 13       | 15/07/1994       | Julio Sabala          | Actor y humorista                                  | Actor y humorista                                  |
| 13       | 15/07/1994       | Luís Pérez-Sala       | Piloto                                             | Piloto                                             |
| 13       | 15/07/1994       | Fabio Testi           | Actor                                              | Actor                                              |

### 3.ª temporada
| Programa | Fecha de emisión | Invitado/a              | Profesión                              |
| -------- | ---------------- | ----------------------- | -------------------------------------- |
| 1        | 20/01/1995       | Joaquín Prat            | Presentador y locutor                  |
| 1        | 20/01/1995       | Alain Delon             | Actor                                  |
| 1        | 20/01/1995       | Norma Duval             | Actriz                                 |
| 1        | 20/01/1995       | Laura Valenzuela        | Actriz y presentadora                  |
| 2        | 27/01/1995       | Giannina Facio          | Actriz                                 |
| 2        | 27/01/1995       | Loles León              | Actriz                                 |
| 2        | 27/01/1995       | Anthony Quinn           | Actor                                  |
| 2        | 27/01/1995       | Jesús Vázquez           | Presentador                            |
| 3        | 03/02/1995       | Linda Evans             | Actriz                                 |
| 3        | 03/02/1995       | Fedra Llorente          | Actriz                                 |
| 3        | 03/02/1995       | Pepe Sancho             | Actor                                  |
| 3        | 03/02/1995       | Jesulín de Ubrique      | Torero                                 |
| 4        | 10/02/1995       | Andrés Aberasturi       | Periodista                             |
| 4        | 10/02/1995       | Ángeles Martín          | Actriz y presentadora                  |
| 4        | 10/02/1995       | Marcello Mastroianni    | Actor                                  |
| 4        | 10/02/1995       | Arantxa Sánchez Vicario | Tenista                                |
| 5        | 17/02/1995       | Mariel Hemingway        | Actriz                                 |
| 5        | 17/02/1995       | Ramoncín                | Cantante                               |
| 5        | 17/02/1995       | Arancha del Sol         | Modelo y preriodista                   |
| 5        | 17/02/1995       | Antxón Urrosolo         | Periodista                             |
| 6        | 24/02/1995       | Florinda Chico          | Actriz                                 |
| 6        | 24/02/1995       | Norma Duval             | Actriz                                 |
| 6        | 24/02/1995       | José Antonio Páramo     | Locutor                                |
| 6        | 24/02/1995       | Omar Sharif             | Actor                                  |
| 7        | 03/03/1995       | Mayim Bialik            | Actriz y neurocientífica               |
| 7        | 03/03/1995       | Rafi Camino             | Torero                                 |
| 7        | 03/03/1995       | Encarna Salazar         | Cantanes, integrantes de Azúcar Moreno |
| 7        | 03/03/1995       | Toñi Salavar            | Cantanes, integrantes de Azúcar Moreno |
| 7        | 03/03/1995       | Tito Valverde           | Actor                                  |
| 8        | 10/03/1995       | Ramoncín                | Cantante                               |
| 8        | 10/03/1995       | Loles León              | Actriz                                 |
| 8        | 10/03/1995       | Rossy de Palma          | Actriz                                 |
| 8        | 10/03/1995       | Vincent Pérez           | Actor                                  |
| 9        | 24/03/1995       | Franco Nero             | Actor                                  |
| 9        | 24/03/1995       | Juncal Rivero           | Modelo y presentadora                  |
| 9        | 24/03/1995       | Raúl Sender             | Actor                                  |
| 9        | 24/03/1995       | Concha Velasco          | Actriz y presentadora                  |
| 10       | 31/03/1995       | Inocencio Arias         | Diplomático                            |
| 10       | 31/03/1995       | Catherine Deneuve       | Actriz                                 |
| 10       | 31/03/1995       | Edith González          | Actriz                                 |
| 10       | 31/03/1995       | Guillermo Summers       | Presentador                            |
| 11       | 07/04/1995       | Julio Aparicio          | Torero                                 |
| 11       | 07/04/1995       | Mª Teresa Campos        | Locutora y presentadora                |
| 11       | 07/04/1995       | Francesca Neri          | Actriz                                 |
| 11       | 07/04/1995       | El Mago Monty           | Mago y humorista                       |
| 12       | 14/04/1995       | Carla Duval             | Actriz                                 |
| 12       | 14/04/1995       | Antonio Romero Monge    | Cantantes, integrantes de los del Río  |
| 12       | 14/04/1995       | Rafael Ruíz Perdigones  | Cantantes, integrantes de los del Río  |
| 12       | 14/04/1995       | Fabio Testi             | Actor                                  |
| 12       | 14/04/1995       | Teresa Viejo            | Periodista                             |
| 13       | 21/04/1995       | Paco Arango             | Cantante y director de cine            |
| 13       | 21/04/1995       | Verónica Castro         | Actriz y cantante                      |
| 13       | 21/04/1995       | Cristina García Ramos   | Periodista                             |
| 13       | 21/04/1995       | Loles León              | Actriz                                 |

### 4.ª temporada
| Programa | Fecha de emisión | Invitado/a                | Profesión                                                  |
| -------- | ---------------- | ------------------------- | ---------------------------------------------------------- |
| 1        | 20/09/1996       | Norma Duval               | Actriz                                                     |
| 1        | 20/09/1996       | Juncal Rivero             | Modelo y presentadora                                      |
| 1        | 20/09/1996       | Pedro Ruiz                | Presentador                                                |
| 1        | 20/09/1996       | Fabio Testi               | Actor                                                      |
| 2        | 27/09/1996       | Esther Arroyo             | Actriz y modelo                                            |
| 2        | 27/09/1996       | Coral Bistuer             | Taekwondista                                               |
| 2        | 27/09/1996       | Gerard Depardieu          | Actor                                                      |
| 2        | 27/09/1996       | Tito Valverde             | Actor                                                      |
| 3        | 04/10/1996       | Cristina Almeida          | Política                                                   |
| 3        | 04/10/1996       | Javier Conde              | Torero                                                     |
| 3        | 04/10/1996       | Valeria Marini            | Actriz y bailarina                                         |
| 3        | 04/10/1996       | Andrés Pajares            | Actor                                                      |
| 4        | 11/10/1996       | Ursula Andress            | Actriz                                                     |
| 4        | 11/10/1996       | Eloy Arenas               | Actor y humorista                                          |
| 4        | 11/10/1996       | Julio Cesar Iglesias      | Periodista                                                 |
| 4        | 11/10/1996       | Cristina Sánchez          | Torera                                                     |
| 5        | 18/10/1996       | Pilar Miró                | Cineasta                                                   |
| 5        | 18/10/1996       | Alberto Sordi             | Actor                                                      |
| 5        | 18/10/1996       | Jacqueline de la Vega     | Modelo                                                     |
| 5        | 18/10/1996       | Emilio de Villota         | Piloto                                                     |
| 6        | 25/10/1996       | Anabel Alonso             | Actriz y humorista                                         |
| 6        | 25/10/1996       | Eva Herzigova             | Modelo y actriz                                            |
| 6        | 25/10/1996       | Pepe Carrol               | Mago y presentador                                         |
| 6        | 25/10/1996       | Ángel Casas               | Periodista                                                 |
| 7        | 01/11/1996       | Elizabeth Berkley         | Actriz                                                     |
| 7        | 01/11/1996       | Concha Galán              | Presentadora                                               |
| 7        | 01/11/1996       | Javier Sánchez Vicario    | Tenista                                                    |
| 7        | 01/11/1996       | Guillermo Summers         | Presentador                                                |
| 8        | 15/11/1996       | Paco Arango               | Cantante y director de cine                                |
| 8        | 15/11/1996       | Fernanda Hurtado          | Actrices y humoristas, integrantes de las Hermanas Hurtado |
| 8        | 15/11/1996       | Paloma Hurtado            | Actrices y humoristas, integrantes de las Hermanas Hurtado |
| 8        | 15/11/1996       | Teresa Hurtado            | Actrices y humoristas, integrantes de las Hermanas Hurtado |
| 8        | 15/11/1996       | Valeria Mazza             | Modelo y presentadora                                      |
| 8        | 15/11/1996       | Máximo Valverde           | Actor                                                      |
| 9        | 22/11/1996       | Moncho Borrajo            | Dramaturgo y humorista                                     |
| 9        | 22/11/1996       | Marina Danko              | Modelo                                                     |
| 9        | 22/11/1996       | Tippi Hedren              | Actriz y modelo                                            |
| 9        | 22/11/1996       | Carlos Herrera            | Periodista y locutor                                       |
| 10       | 29/11/1996       | Rafael Camino             | Dancista                                                   |
| 10       | 29/11/1996       | Franco Nero               | Actor                                                      |
| 10       | 29/11/1996       | Sofia Mazagatos           | Presentadora y modelo                                      |
| 10       | 29/11/1996       | Beatriz Pécker            | Periodista y presentadora                                  |
| 11       | 06/12/1996       | Valerie Campbell          | Madre de Naomi Campbell                                    |
| 11       | 06/12/1996       | Àlex Crivillé             | Piloto                                                     |
| 11       | 06/12/1996       | Lara Dibildos             | Actriz y presentadora                                      |
| 11       | 06/12/1996       | Jorge Martínez "Aspar"    | Piloto                                                     |
| 11       | 06/12/1996       | Juanito Navarro           | Actor                                                      |
| 11       | 06/12/1996       | Laura Valenzuela          | Actriz y presentadora                                      |
| 12       | 13/12/1996       | Consuelo Berlanga         | Periodista                                                 |
| 12       | 13/12/1996       | Sophia Loren              | Actriz                                                     |
| 12       | 13/12/1996       | Antonio Martín            | Cantautor                                                  |
| 12       | 13/12/1996       | Raúl Sender               | Actor                                                      |
| 13       | 20/12/1996       | Chabeli Iglesias          | Presentadora                                               |
| 13       | 20/12/1996       | Lorenzo Quinn             | Escultor                                                   |
| 13       | 20/12/1996       | Bermúdez                  | Humorista y presentador                                    |
| 13       | 20/12/1996       | Theresa Zabell            | Política y deportista                                      |
| 14       | 27/12/1996       | Mónica Aragón             | Presentadores de Club Disney                               |
| 14       | 27/12/1996       | Marc Azcona               | Presentadores de Club Disney                               |
| 14       | 27/12/1996       | Diana Wrana               | Presentadores de Club Disney                               |
| 14       | 27/12/1996       | Bluki                     | Personaje de Barrio Sésamo                                 |
| 14       | 27/12/1996       | Manuel Díaz "el Cordobés" | Torero                                                     |
| 14       | 27/12/1996       | Lou Ferrigno              | Actor                                                      |
| 14       | 27/12/1996       | Belén Rueda               | Actriz y presentadora                                      |
| 14       | 27/12/1996       | Leticia Sabater           | Presentadora y cantante                                    |

### 5.ª temporada
| Programa | Fecha de emisión | Invitado/a             | Profesión                               |
| -------- | ---------------- | ---------------------- | --------------------------------------- |
| 1        | 10/10/1997       | María Escario          | Periodista y presentadora               |
| 1        | 10/10/1997       | Alain Delon            | Actor                                   |
| 1        | 10/10/1997       | Antonio Márquez        | Bailaor                                 |
| 1        | 10/10/1997       | Maribel Verdú          | Actriz                                  |
| 2        | 17/10/1997       | César Cadaval          | Humoristas, integrantes de los Morancos |
| 2        | 17/10/1997       | Jorge Cadaval          | Humoristas, integrantes de los Morancos |
| 2        | 17/10/1997       | Norma Duval            | Actriz                                  |
| 2        | 17/10/1997       | Chiara Mastroianni     | Actriz                                  |
| 2        | 17/10/1997       | Pedro Rollán           | Periodista                              |
| 3        | 24/10/1997       | Gerard Depardieu       | Actor                                   |
| 3        | 24/10/1997       | Jorge Juste            | Actor                                   |
| 3        | 24/10/1997       | Nieves Herrero         | Periodista y escritora                  |
| 3        | 24/10/1997       | Juncal Rivero          | Modelo y presentadora                   |
| 4        | 31/10/1997       | Carla Duval            | Actriz                                  |
| 4        | 31/10/1997       | Chiquito de la Calzada | Actor y humorista                       |
| 4        | 31/10/1997       | María Pineda           | Modelo                                  |
| 4        | 31/10/1997       | Lorenzo Quinn          | Escultor                                |
| 5        | 07/11/1997       | Moncho Borrajo         | Dramaturgo y humorista                  |
| 5        | 07/11/1997       | Samantha Fox           | Cantante y actriz                       |
| 5        | 07/11/1997       | Fabio Testi            | Actor                                   |
| 5        | 07/11/1997       | Jacqueline de la Vega  | Modelo                                  |
| 6        | 14/11/1997       | Esther Arroyo          | Actriz y modelo                         |
| 6        | 14/11/1997       | Paul Belmondo          | Piloto                                  |
| 6        | 14/11/1997       | Antonio Canales        | Bailaor                                 |
| 6        | 14/11/1997       | Teresa Viejo           | Periodista                              |
| 7        | 21/11/1997       | Cristina García Ramos  | Periodista                              |
| 7        | 21/11/1997       | Francisco              | Cantante                                |
| 7        | 21/11/1997       | Ivonne Reyes           | Actriz y modelo                         |
| 7        | 21/11/1997       | Marcus Schenkenberg    | Modelo                                  |
| 8        | 28/11/1997       | Ángel Garó             | Actor y humorista                       |
| 8        | 28/11/1997       | Valeria Mazza          | Modelo y presentadora                   |
| 8        | 28/11/1997       | Paz Padilla            | Actriz y humorista                      |
| 8        | 28/11/1997       | Guillermo Summers      | Presentador                             |
| 9        | 05/12/1997       | Paloma Lago            | Modelo y presentadora                   |
| 9        | 05/12/1997       | Sophia Loren           | Actriz                                  |
| 9        | 05/12/1997       | Antonio Resines        | Actor                                   |
| 9        | 05/12/1997       | Antonio Romero Monge   | Cantantes, integrantes de los del Río   |
| 9        | 05/12/1997       | Rafael Ruíz Perdigones | Cantantes, integrantes de los del Río   |
| 10       | 12/12/1997       | Bibiana Fernández      | Actriz y presentadora                   |
| 10       | 12/12/1997       | Saturnino García       | Actor y escritor                        |
| 10       | 12/12/1997       | Eva Pedraza            | Modelo y presentadora                   |
| 10       | 12/12/1997       | Mark Vanderloo         | Modelo                                  |
| 11       | 19/12/1997       | Terelu Campos          | Presentadora                            |
| 11       | 19/12/1997       | Enrique Iglesias       | Cantante                                |
| 11       | 19/12/1997       | Mar Saura              | Actriz y presentadora                   |
| 11       | 19/12/1997       | Jesulín de Ubrique     | Torero                                  |
| 12       | 26/12/1997       | Anabel Alonso          | Actriz y humorista                      |
| 12       | 26/12/1997       | Anthony Blake          | Mentalista e ilusionista                |
| 12       | 26/12/1997       | María Grazia Cucinotta | Actriz                                  |
| 12       | 26/12/1997       | Jordi Hurtado          | Presentador                             |

### 6.ª temporada
| Programa | Fecha de emisión | Invitado/a             | Profesión                                          |
| -------- | ---------------- | ---------------------- | -------------------------------------------------- |
| 1        | 09/10/1998       | Mia Farrow             | Actriz                                             |
| 1        | 09/10/1998       | Enrique Iglesias       | Cantante                                           |
| 1        | 09/10/1998       | Nuria Roca             | Actriz y presentadora                              |
| 2        | 16/10/1998       | Mar Flores             | Modelo y presentadora                              |
| 2        | 16/10/1998       | Bud Spencer            | Actor y deportista                                 |
| 2        | 16/10/1998       | Manolo Tena            | Cantante                                           |
| 3        | 23/10/1998       | Remedios Cervantes     | Modelo y presentadora                              |
| 3        | 23/10/1998       | Phil Collins           | Cantante                                           |
| 3        | 23/10/1998       | Jeremy Irons           | Actor                                              |
| 3        | 23/10/1998       | Laura Pausini          | Cantante                                           |
| 4        | 30/10/1998       | Claudia Cardinale      | Actriz                                             |
| 4        | 30/10/1998       | Encarna Salazar        | Cantanes, integrantes de Azúcar Moreno             |
| 4        | 30/10/1998       | Toñi Salavar           | Cantanes, integrantes de Azúcar Moreno             |
| 4        | 30/10/1998       | Jesulín de Ubrique     | Torero                                             |
| 5        | 06/11/1998       | Antonio Canales        | Bailaor                                            |
| 5        | 06/11/1998       | Ángel Garó             | Actor y humorista                                  |
| 5        | 06/11/1998       | Cher                   | Cantante y actriz                                  |
| 6        | 13/11/1998       | Sara Baras             | Coreógrafa                                         |
| 6        | 13/11/1998       | César Cadaval          | Humoristas, integrantes de los Morancos            |
| 6        | 13/11/1998       | Jorge Cadaval          | Humoristas, integrantes de los Morancos            |
| 6        | 13/11/1998       | Roger Moore            | Actor                                              |
| 7        | 20/11/1998       | Francisco Céspedes     | Músico                                             |
| 7        | 20/11/1998       | Elena Martín           | Actrices y humoristas, integrantes de las Virtudes |
| 7        | 20/11/1998       | Soledad Mallol         | Actrices y humoristas, integrantes de las Virtudes |
| 7        | 20/11/1998       | Maximillian Schell     | Actor                                              |
| 8        | 27/11/1998       | Miriam Reyes           | Poeta                                              |
| 8        | 27/11/1998       | Chiquito de la Calzada | Actor y humorista                                  |
| 8        | 27/11/1998       | Jean-Claude Van Damme  | Actor                                              |
| 9        | 04/12/1998       | Paco Buyo              | Futbolista                                         |
| 9        | 04/12/1998       | Bibiana Fernández      | Actriz y presentadora                              |
| 9        | 04/12/1998       | Rafael Gordillo        | Futbolista                                         |
| 9        | 04/12/1998       | Sophia Loren           | Actriz                                             |
| 10       | 11/12/1998       | Rafi Camino            | Torero                                             |
| 10       | 11/12/1998       | Claudia Schiffer       | Modelo                                             |
| 10       | 11/12/1998       | Antonio Romero Monge   | Cantantes, integrantes de los del Río              |
| 10       | 11/12/1998       | Rafael Ruíz Perdigones | Cantantes, integrantes de los del Río              |
| 10       | 11/12/1998       | Finito de Córdoba      | Torero                                             |
| 11       | 18/12/1998       | Norma Duval            | Actriz                                             |
| 11       | 18/12/1998       | Christopher Lambert    | Actor                                              |
| 11       | 18/12/1998       | Miguel Ríos            | Cantante                                           |
| 12       | 25/12/1998       | Andrés Caparrós        | Presentador                                        |
| 12       | 25/12/1998       | Miriam Díaz Aroca      | Actriz y presentadora                              |
| 12       | 25/12/1998       | Guti                   | Futbolista                                         |
| 12       | 25/12/1998       | Jorge Sanz             | Actor                                              |
| 13       | 01/01/1999       | Patxi Alonso           | Periodista y presentador                           |
| 13       | 01/01/1999       | Elsa Anka              | Presentadora                                       |
| 13       | 01/01/1999       | Juan Carlos Cerezo     | Presentador                                        |
| 13       | 01/01/1999       | Manolo Escobar         | Cantante y actor                                   |
| 13       | 01/01/1999       | Concha Galán           | Presentadora                                       |
| 13       | 01/01/1999       | Elisa Matilla          | Actriz                                             |
| 13       | 01/01/1999       | Cristina Sánchez       | Torera                                             |

### 7.ª temporada
| Programa | Fecha de emisión | Invitado/a             | Profesión                               |
| -------- | ---------------- | ---------------------- | --------------------------------------- |
| 1        | 31/03/2000       | Sara Baras             | Coreógrafa                              |
| 1        | 31/03/2000       | Carmen Electra         | Actriz y modelo                         |
| 1        | 31/03/2000       | Óscar Higares          | Torero y actor                          |
| 1        | 31/03/2000       | Yago Lamela            | Atleta                                  |
| 2        | 07/04/2000       | Anthony Delon          | Actor                                   |
| 2        | 07/04/2000       | Judit Mascó            | Supermodelo                             |
| 2        | 07/04/2000       | Juncal Rivero          | Modelo y presentadora                   |
| 2        | 07/04/2000       | José Ramón Villar      | Teólogo                                 |
| 3        | 14/04/2000       | Paloma Gómez Borrero   | Periodista                              |
| 3        | 14/04/2000       | Jordi Hurtado          | Presentador                             |
| 3        | 14/04/2000       | Sophia Loren           | Actriz                                  |
| 3        | 14/04/2000       | Manolo Royo            | Humorista                               |
| 4        | 28/04/2000       | Ana García Lozano      | Periodista y presentadora               |
| 4        | 28/04/2000       | David Meca             | Nadador                                 |
| 4        | 28/04/2000       | Paco Morales           | Actor                                   |
| 4        | 28/04/2000       | Adriana Sklenarikova   | Actriz y modelo                         |
| 5        | 05/05/2000       | Lloll Bertran          | Actriz y cantante                       |
| 5        | 05/05/2000       | Manuel Giménez         | Periodista                              |
| 5        | 05/05/2000       | Santiago Lajusticia    | Actor                                   |
| 5        | 05/05/2000       | Valeria Marini         | Actriz y bailarina                      |
| 6        | 12/05/2000       | Arévalo                | Humorista                               |
| 6        | 12/05/2000       | Eugenia Santana        | Modelo                                  |
| 6        | 12/05/2000       | Thalía                 | Cantante y actriz                       |
| 6        | 12/05/2000       | Mark Vanderloo         | Modelo                                  |
| 7        | 19/05/2000       | Ángeles Martín         | Actriz y presentadora                   |
| 7        | 19/05/2000       | Valeria Mazza          | Modelo y presentadora                   |
| 7        | 19/05/2000       | Miki Oca               | Jugador de waterpolo                    |
| 7        | 19/05/2000       | Guillermo Summers      | Presentador                             |
| 8        | 26/05/2000       | Rebecca de Alba        | Actriz y modelo                         |
| 8        | 26/05/2000       | Sandra Morey           | Presentadora                            |
| 8        | 26/05/2000       | Vincent Pérez          | Actor                                   |
| 8        | 26/05/2000       | Chiquito de la Calzada | Actor y humorista                       |
| 9        | 02/06/2000       | Anthony Blake          | Mentalista e ilusionista                |
| 9        | 02/06/2000       | Lara Dutta             | Actriz y modelo                         |
| 9        | 02/06/2000       | Loles León             | Actriz                                  |
| 9        | 02/06/2000       | Santiago Urrialde      | Actor y humorista                       |
| 10       | 09/06/2000       | Ángel Garó             | Actor y humorista                       |
| 10       | 09/06/2000       | Alessandro Lecquio     | Personaje mediático                     |
| 10       | 09/06/2000       | Helen Lindes           | Modelo                                  |
| 10       | 09/06/2000       | Paz Padilla            | Actriz y humorista                      |
| 11       | 16/06/2000       | Carmen Janeiro         | Hermana de Jesulín de Ubrique           |
| 11       | 16/06/2000       | Ana Obregón            | Actriz                                  |
| 11       | 16/06/2000       | Pedro Reyes            | Actor y humorista                       |
| 11       | 16/06/2000       | Jorge Sanz             | Actor                                   |
| 12       | 23/06/2000       | Jesús Carballo         | Gimnasta                                |
| 12       | 23/06/2000       | Raffaella Carrà        | Cantante y presentadora                 |
| 12       | 23/06/2000       | Mar Flores             | Modelo y presentadora                   |
| 12       | 23/06/2000       | Jesulín de Ubrique     | Torero                                  |
| 13       | 30/06/2000       | César Cadaval          | Humoristas, integrantes de los Morancos |
| 13       | 30/06/2000       | Jorge Cadaval          | Humoristas, integrantes de los Morancos |
| 13       | 30/06/2000       | Antonia Dell'Atte      | Modelo                                  |
| 13       | 30/06/2000       | Andoni Ferreño         | Presentador y actor                     |
| 13       | 30/06/2000       | Eduardo Leiva          | Músico                                  |
| 13       | 30/06/2000       | Ivonne Reyes           | Actriz y modelo                         |
| 13       | 30/06/2000       | Nuria Roca             | Actriz y presentadora                   |
| 13       | 30/06/2000       | Santiago Segura        | Actor y cineasta                        |

## Historia y anécdotas
En la temporada 1998-1999, el programa solo tenía tres apuestas «clásicas» y una cuarta llamada «Superpapá», donde padres de familia superaban retos para que toda su familia ganara regalos. De esta secuencia nació el programa Todo en familia, que presentó Ramón García entre 1999 y 2001.
A partir de 1998 se introdujo la sección «Segunda oportunidad», en la que personas que no habían conseguido superar su apuesta en programas de las temporadas anteriores volvían para intentarlo de nuevo. En el año 2000 se estrenó la sección «La apuesta de oro», donde se intentaban mejorar las pruebas más espectaculares de las seis primeras ediciones.
También se hizo popular el director de orquesta del programa, Eduardo Leiva. La sintonía original del programa fue compuesta por Danilo Vaona e interpretada por los propios presentadores, Ramón García y Ana Obregón. Las frases habituales eran «¡Conseguido!» si se superaba la apuesta o «Apuesta no conseguida» en caso contrario.
En octubre de 2014, y a través de una votación realizada por los internautas en la página oficial de RTVE, la canción de ¿Qué apostamos? interpretada por Ramón García y Ana Obregón fue elegida como la mejor sintonía de la historia de TVE.

## Audiencias

### Temporada 8 (2008)
| Lista de episodios emitidos | Lista de episodios emitidos | Lista de episodios emitidos | Lista de episodios emitidos | Lista de episodios emitidos | Lista de episodios emitidos | Lista de episodios emitidos | Lista de episodios emitidos | Lista de episodios emitidos | Lista de episodios emitidos | Lista de episodios emitidos | Lista de episodios emitidos | Lista de episodios emitidos | Lista de episodios emitidos |        |                 |
| N.º serie                   | N.º temp.                   | Audiencia                   | Audiencia                   | Audiencia                   | Audiencia                   | Audiencia                   | Audiencia                   | Audiencia                   | Audiencia                   | Audiencia                   | Audiencia                   | Audiencia                   | Audiencia                   |        |                 |
| N.º serie                   | N.º temp.                   | Fecha                       | Audiencia                   | Fecha                       | Audiencia                   | Fecha                       | Audiencia                   | Fecha                       | Audiencia                   | Fecha                       | Audiencia                   | Fecha                       | Audiencia                   |        |                 |
| --------------------------- | --------------------------- | --------------------------- | --------------------------- | --------------------------- | --------------------------- | --------------------------- | --------------------------- | --------------------------- | --------------------------- | --------------------------- | --------------------------- | --------------------------- | --------------------------- | ------ | --------------- |
| N.º serie                   | N.º temp.                   | 98                          | 1                           | 31/1/08                     | 29 000 (5,9%)               | 1/2/08                      | 83 000 (13,0%)              | 2/2/08                      | 254 000 (13,5%)             | 4/2/08                      | 264 000 (14,8%)             | 8/2/08                      | 30 000 (6,4%)               | 8/3/08 | 738 000 (26,7%) |
| 99                          | 2                           | 7/2/08                      | 16 000 (3,4%)               | 8/2/08                      | 70 000 (10,8%)              | 9/2/08                      | 168 000 (8,5%)              | 11/2/08                     | 211 000 (11,0%)             | 15/2/08                     | 18 000 (3,7%)               | 15/3/08                     | 730 000 (25,5%)             |        |                 |
| 100                         | 3                           | 14/2/08                     | 25 000 (4,5%)               | 17/2/08                     | 93 000 (11,5%)              | 16/2/08                     | 120 000 (6,0%)              | 18/2/08                     | 185 000 (9,1%)              | 22/2/08                     | 8 000 (3,1%)                | 22/3/08                     | 547 000 (19,2%)             |        |                 |
| 101                         | 4                           | 21/2/08                     | 24 000 (4,4%)               | 24/2/08                     | 97 000 (11,3%)              | 23/2/08                     | 121 000 (6,6%)              | 10/3/08                     | 137 000 (6,8%)              | 3/3/08                      | 22 000 (3,6%)               | 29/3/08                     | 444 000 (16,6%)             |        |                 |
| 102                         | 5                           | 28/2/08                     | 20 000 (4,0%)               | 2/3/08                      | 100 000 (12,4%)             | 1/3/08                      | 123 000 (7,0%)              | 24/3/08                     | 150 000 (7,9%)              | 10/3/08                     | 23 000 (4,0%)               | 5/4/08                      | 510 000 (18,3%)             |        |                 |
| 103                         | 6                           | 6/3/08                      | 16 000 (3,1%)               | 16/3/08                     | 108 000 (14,9%)             | 8/3/08                      | 102 000 (5,6%)              | 31/3/08                     | 150 000 (8,1%)              | 17/3/08                     | 25 000 (4,5%)               | 12/4/08                     | 421 000 (15,1%)             |        |                 |
| 104                         | 7                           | 13/3/08                     | 27 000 (6,3%)               | 23/3/08                     | 97 000 (13,0%)              |                             |                             | 7/4/08                      | 167 000 (10,3%)             | 24/3/08                     | 26 000 (4,9%)               | 19/4/08                     | 525 000 (17,1%)             |        |                 |
| 105                         | 8                           | 23/3/08                     | 19 000 (4,0%)               | 30/3/08                     | 86 000 (11,2%)              |                             |                             | 14/4/08                     | 192 000 (12,0%)             | 31/3/08                     | 24 000 (4,3%)               | 26/4/08                     | 480 000 (19,7%)             |        |                 |
| 106                         | 9                           | 27/3/08                     | 23 000 (4,8%)               | 6/4/08                      | 81 000 (10,3%)              |                             |                             | 21/4/08                     | 134 000 (8,8%)              | 7/4/08                      | 24 000 (4,7%)               | 3/5/08                      | 473 000 (18,7%)             |        |                 |
| 107                         | 10                          | 3/4/08                      | 25 000 (5,1%)               | 13/4/08                     | 103 000 (12,6%)             |                             |                             | 28/4/08                     | 125 000 (7,3%)              | 14/4/08                     | 38 000 (6,3%)               | 10/5/08                     | 560 000 (20,7%)             |        |                 |
| 108                         | 11                          | 10/4/08                     | 17 000 (3,6%)               | 20/4/08                     | 90 000 (11,5%)              |                             |                             | 5/5/08                      | 141 000 (9,7%)              | 21/4/08                     | 24 000 (4,7%)               | 17/5/08                     | 394 000 (15,7%)             |        |                 |
| 109                         | 12                          | 17/4/08                     | 24 000 (5,2%)               | 27/4/08                     | 77 000 (11,5%)              |                             |                             | 12/5/08                     | 122 000 (8,8%)              | 4/5/08                      | 13 000 (4,2%)               | 31/5/08                     | 412 000 (15,8%)             |        |                 |
| 110                         | 13                          | 24/4/08                     | 23 000 (5,4%)               | 4/5/08                      | 82 000 (11,8%)              |                             |                             | 19/5/08                     | 174 000 (9,5%)              | 11/5/08                     | 13 000 (3,4%)               | 8/8/08                      | 251 000 (14,9%)             |        |                 |

## Premios y nominaciones

### TP de Oro
| Año  | Categoría         | Nominado       | Resultado |
| ---- | ----------------- | -------------- | --------- |
| 1995 | Mejor concurso    | Mejor concurso | Ganador   |
| 1995 | Mejor presentador | Ramón García   | Nominado  |
| 1996 | Mejor concurso    | Mejor concurso | Ganador   |
| 1996 | Mejor presentador | Ramón García   | Nominado  |
| 1997 | Mejor concurso    | Mejor concurso | Ganador   |
| 1997 | Mejor presentador | Ramón García   | Nominado  |
| 1998 | Mejor presentador | Ramón García   | Nominado  |

1. ↑  Por ¿Qué apostamos?, Cuando calienta el sol y Aquí jugamos todos.
2. ↑  Por ¿Qué apostamos? y Grand Prix del verano.
3. ↑  Por ¿Qué apostamos? y Grand Prix del verano.
4. ↑  Por ¿Qué apostamos?, Grand Prix del verano y La llamada de la suerte.

### Premios ATV
| Año  | Categoría                                           | Resultado |
| ---- | --------------------------------------------------- | --------- |
| 1998 | Programa de entretenimiento: variedades y concursos | Nominado  |

## Versiones internacionales
| País                                      | Título local                 | Presentador/es    | Presentador/es    | Canal        | Fechas de transmisión                              |
| ----------------------------------------- | ---------------------------- | ----------------- | ----------------- | ------------ | -------------------------------------------------- |
| Alemania (versión original) Austria Suiza | Wetten, dass...?             | Frank Elstner     | Frank Elstner     | ZDFORFSF DRS | 14 de febrero de 1981 - 4 de abril de 1987         |
| Alemania (versión original) Austria Suiza | Wetten, dass...?             | Thomas Gottschalk | Thomas Gottschalk | ZDFORFSF DRS | 26 de septiembre de 1987 - 2 de mayo de 1992       |
| Alemania (versión original) Austria Suiza | Wetten, dass...?             | Thomas Gottschalk | Thomas Gottschalk | ZDFORFSF DRS | 15 de mayo de 1994 - 3 de diciembre de 2011        |
| Alemania (versión original) Austria Suiza | Wetten, dass...?             | Thomas Gottschalk | Thomas Gottschalk | ZDFORFSF DRS | 6 de noviembre de 2021                             |
| Alemania (versión original) Austria Suiza | Wetten, dass...?             | Wolfgang Lippert  | Wolfgang Lippert  | ZDFORFSF DRS | 26 de septiembre de 1992 - 27 de noviembre de 1993 |
| Alemania (versión original) Austria Suiza | Wetten, dass...?             | Markus Lanz       | Markus Lanz       | ZDFORFSF DRS | 6 de octubre de 2012 - 13 de diciembre de 2014     |
| China                                     | 想挑战吗? Xiang tiaozhan ma? | ?                 | ?                 | CCTV-3       | 2004-10                                            |
| España                                    | ¿Qué apostamos?              | Ramón García      | Ana Obregón       | La 1         | 4 de mayo de 1993 - 2 de enero de 1998             |
| España                                    | ¿Qué apostamos?              | Ramón García      | Antonia Dell'Ate  | La 1         | 9 de octubre de 1998 - 8 de enero de 1999          |
| España                                    | ¿Qué apostamos?              | Ramón García      | Raquel Navamuel   | La 1         | 31 de marzo - 30 de junio de 2000                  |
| España                                    | ¿Qué apostamos?              | Ramón García      | Mónica Martínez   | La 1         | 31 de marzo - 30 de junio de 2000                  |
| España                                    | ¿Qué apostamos?              | Carlos Lozano     | Rocío Madrid      | FORTA        | enero-marzo - abril-agosto de 2008                 |
| Estados Unidos                            | Wanna Bet?                   | Mark McEwen       | Gordon Elliott    | CBS          | 21 de abril de 1993                                |
| Estados Unidos                            | Wanna Bet?                   | Ant McPartlin     | Declan Donnelly   | ABC          | 21 de julio - 2 de septiembre de 2008              |
| Francia                                   | Toute la ville en parle      | Guillaume Durand  | Guillaume Durand  | TF1          | Octubre - diciembre 1992                           |
| Francia                                   | Toute la ville en parle      | Alexandre Debanne | Alexandre Debanne | TF1          | Enero - 20 de febrero de 1993                      |
| Grecia                                    | Είσαι Μέσα Eisai Mesa        | Viki Kagia        | Viki Kagia        | Alpha TV     | 2008                                               |
| Países Bajos Bélgica                      | Wedden, dat...?              | Jos Brink         | Jos Brink         | AVRO         | 1986-89                                            |
| Países Bajos Bélgica                      | Wedden, dat...?              | Jos Brink         | Jos Brink         | RTL 4        | 1990-92                                            |
| Países Bajos Bélgica                      | Wedden, dat...?              | Rolf Wouters      | Rolf Wouters      | RTL 4        | 1993-95                                            |
| Países Bajos Bélgica                      | Wedden, dat...?              | Rolf Wouters      | Rolf Wouters      | Veronica TV  | 1996-97                                            |
| Países Bajos Bélgica                      | Wedden, dat...?              | Reinout Oerlemans | Reinout Oerlemans | RTL 4        | 1999                                               |
| Polonia                                   | Załóż się                    | Steffen Möller    | Anna Popek        | TVP 2        | 2 de septiembre de 2005-2005                       |
| Polonia                                   | Załóż się                    | Piotr Szwedes     | Piotr Szwedes     | TVP 2        | 2006 - 16 de junio de 2006                         |
| Reino Unido                               | You Bet!                     | Bruce Forsyth     | Bruce Forsyth     | ITV          | 20 de febrero de 1988 - 21 de abril de 1990        |
| Reino Unido                               | You Bet!                     | Matthew Kelly     | Matthew Kelly     | ITV          | 16 de febrero de 1991 - 29 de abril de 1995        |
| Reino Unido                               | You Bet!                     | Darren Day        | Darren Day        | ITV          | 1 de junio de 1996 - 12 de abril de 1997           |
| Rusia                                     | Большой спор Bol'shoy spor   | Dmitri Nagiev     | Dmitri Nagiev     | Piervy Kanal | 17 de febrero de 2006 - 8 de julio de 2007         |